# +30mg
+30mg é o primeiro extended play (EP) da banda Cruel Youth, lançado em 16 de setembro de 2016 pela Disgrace Records.

## Fundo
Após sua saída do The X Factor da Nova Zelândia em 2015, Teddy Sinclair e o marido Willy Moon se mudaram para os Estados Unidos. Ao longo do ano, eles começaram a experimentar diversos gêneros musicais, e decidiram criar o Cruel Youth. O primeiro lançamento da banda foi "Mr. Watson", que foi carregado no SoundCloud da banda em fevereiro de 2016. A música foi lançada mais tarde como single, após "Diamond Days", e um vídeo para o single foi lançado em junho de 2016. Após o vídeo, Sinclair anunciou que a banda lançaria um EP ainda naquele ano. Em 7 de setembro, a banda lançou o single "Hatefuck" e anunciou que o EP seria lançado em 16 de setembro. No dia seguinte, a arte oficial do álbum foi lançada. Em uma declaração aos fãs, Sinclair escreveu:
Finalmente, depois de meses tocando e aperfeiçoando, nosso EP +30mg está completo! E agora queremos que você ouça... Junto com o EP vem nosso último single, "Hatefuck", uma balada animada que escrevi sobre alguns dos meus momentos mais baixos. De todas as drogas, o amor é a pior. Parece que vem com um conjunto de algemas, mas sem chave. Algumas pessoas chegam ao fundo do poço, outras despencam e continuam caindo - esse era eu, e se o resultado disso foi essa música, então certamente valeu a pena. Espero que signifique tanto para você quanto para nós. 

## Singles
Três singles foram lançados antes da chegada do EP. O single principal "Diamond Days" foi lançado em 15 de abril de 2016. "Mr. Watson" foi lançado como segundo single em 20 de maio de 2016. O terceiro single "Hatefuck" foi lançado em 7 de setembro de 2016.

## Lista de faixas
| N.º            | Título                     | Duração |  |
| 1.             | "Everything Was Beautiful" |         |  |
| 2.             | "Alexis Texas"             |         |  |
| 3.             | "Mr. Watson"               |         |  |
| 4.             | "I Don't Love You"         |         |  |
| 5.             | "Florida Blues"            |         |  |
| 6.             | "Hatefuck"                 |         |  |
| 7.             | "Diamond Days"             |         |  |
| Duração total: | Duração total:             | 25:32   |  |